# Mathilde von Angoulême
Mathilde von Angoulême († nach 1233) war die Erbtochter des Grafen Vulgrin III. von Angoulême († 1181) aus dem Haus Taillefer.
Beim Tod ihres Vaters erklärte sich Richard Löwenherz, Herzog von Aquitanien, zu ihrem Vormund, allerdings bestritten ihre Onkel Wilhelm VII. (vor 1186) und Aymar (1202) ihre Erbfolge. Im Zuge eines Ausgleiches erkannte Löwenherz 1188 Aymar im Besitz von Angoulême an.
Im Konflikt um die Verheiratung ihrer Cousine Isabella von Angoulême, der Tochter Aymars, mit Johann Ohneland im Jahr 1200 erlangte Mathilde noch einmal Bedeutung. Der zuvor mit Isabella verlobte Hugo IX. von Lusignan († 1219) nahm sie in Reaktion auf den „Brautraub“ kurz danach zur Frau, um Anspruch auf Angoulême erheben zu können. Zu dessen Verwirklichung kam es allerdings nicht, da Hugo im Jahr 1214 den Besitz von Angoulême zugunsten Isabellas und Johanns anerkannte. Nach dem Tod von Johann Ohneland heiratete Isabella im Jahr 1220 Mathildes Stiefsohn Hugo IX. von Lusignan, womit die Grafschaft Angoulême doch noch an das Haus Lusignan kam. Im Jahr 1233 kamen Mathilde und Isabella zu einem Vergleich, indem Mathilde ihre Erbansprüche aufgab. Danach wird nichts mehr über sie berichtet.